# هانا شيجولا
هانا شيجولا (بالألمانية: Hanna Schygulla) (ولدت في 25 ديسمبر 1943) هي ممثلة ألمانية ومطربة تشانسون. ارتبطت منذ مدة طويلة بالمخرج المسرحي والسينمائي راينر فيرنر فاسبيندر (Rainer Werner Fassbinder)، الذي بدأت شيجولا من خلاله أول أعمالها في عام 1965، حيث تعتبر عمومًا من أكثر الممثلات الألمان المتألقات في السينما الألمانية الجديدة.

## حياتها وعملها
ولدت شيجولا في تشورزوف بمنطقة سيليسيا العليا من أبوين ألمانيين وهما أنطواني (ني مزيك) وجوزيف شيجولا. كان والدها يعمل تاجر أخشاب، وبعد ذلك التحق بسلاح المشاة في الجيش الألماني وأَسرته القوات الأمريكية في إيطاليا، ومن ثم اعتبر أسير حرب حتى عام 1948. وفي عام 1945 قدم أبوها وأمها كـلاجئين في ميونخ بعد عملية التطهير العرقي لمعظم السكان الألمان في تشورزوف على يد بولندا الشيوعية. وبعد ذلك بمدة طويلة، في الستينيات من القرن العشرين، درست شيجولا اللغات الرومانية والدراسات الألمانية، بينما كانت تأخذ دروسًا في التمثيل في ميونخ في وقت فراغها.
وفي نهاية المطاف، ركزت تركيزًا كبيرًا على التمثيل، وأصبحت معروفة تحديدًا في فيلمها الذي عملت فيه مع راينر فيرنر فاسبيندر. وأثناء عملها في إيفي بريست (1974)، وتألقها في الرواية الألمانية التي ألفها تيودور فونتان، خرج فاسبيندر وشيجولا من التفسيرات المتباينة للشخصية. وكان هناك مشكلة أيضًا لشيجولا بخصوص تدني أجرها، وقادت لثورة ضد فاسبيندر بخصوص هذا الأمر أثناء عملها في إيفي بريست، التي بدأت تصويرها بعض الوقت في سبتمبر عام 1972 قبل تبرئة ذمتها التجارية. وجاء رد فاسبيندر الفظ نصيًا : «لا يمكنني إيقاف المشهد الذي ستظهرين فيه أكثر من ذلك. فأنتِ مستديمة الاستهزاء بي». وبعد ذلك، لم يعملا معًا لعدة سنوات حتى جاء فيلم الزواج من ماريا براون في عام 1978. ودخل الفيلم مهرجان برلين السينمائي الدولي التاسع والعشرين، وفازت شيجولا بجائزة الدب الفضي لأفضل ممثلة عن أدائها في هذا الفيلم.
وعملت شيجولا بالتمثيل في الأفلام الفرنسية والإيطالية والأفلام الأمريكية. وفي التسعينيات من القرن العشرين أصبحت مشهورة ومعروفة كمطربة تشانسون. وفي الفيلم الوثائقي عن حياةجوليان لورنز ، الحب والسيليولويد (عام 1998)، أدت شيجولا عدة أغانٍ، من تأليف فاسبيندر وموضوعات ذات صلة به.
وفي عام 2002، ظهرت في في بي 51، من أداء الفنان فانيسا بيكروفت (Vanessa Beecroft). وفي عام 2007، ظهرت شيجولا في فيلم حافة السماء (The Edge of Heaven)، من إخراج فاتح أكين (Fatih Akın)، الذي حقق شهرة كبيرة. وحصلت أيضًا في عام 2007 على جائزة شرفية من مهرجان البرتقالة الذهبية السينمائي في أنطاليا، وفي عام 2010 حصلت على الجائزة الشرفية الدب الذهبي من مهرجان برلين السينمائي.
وتعيش هانا شيجولا في باريس منذ عام 1981.

## مكتبة الأفلام

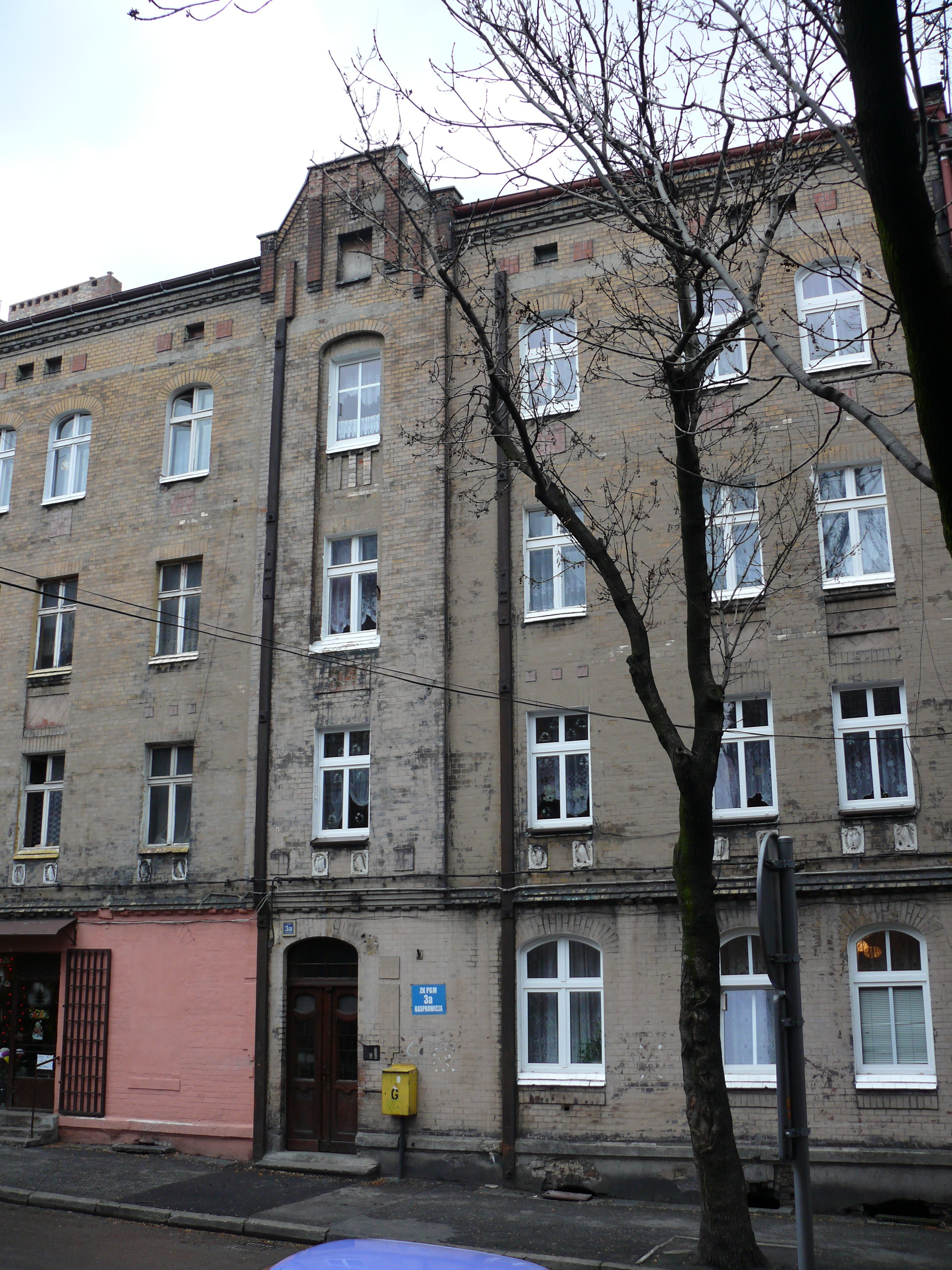
بيت شيجولا الذي عاشت فيه طفولتها في تشورزوف في سيليسيا العليا، الآن في بولندا

- الحب أكثر برودة من الموت (Love is Colder than Death) (عام 1969)
- كاتزلماتشر (Katzelmacher) (عام 1969)
- آلهة الطاعون (Gods of the Plague) (عام 1970)
- لماذا يعيث هير أر في الأرض فسادا؟ (1970)
- رحلة نيكلاهيوسن (The Niklahusen Journey) (عام 1971)
- ريو داس مورتس (Rio das Mortes) (عام 1971)
- رواد في إنجولشتادت (Pioneers in Ingolstadt) (عام 1971)
- العامية (Whity) (عام 1971)
- احترس من العاهرة القديسة (Beware of a Holy Whore) (عام 1971)
- تاجر الفصول الأربعة (The Merchant of Four Seasons) (عام 1972)
- الدموع المرة لبترا فون كانط (The Bitter Tears of Petra von Kant) (عام 1972)
- إيفي بريست (Effi Briest) (عام 1974)
- الحركة الخاطئة (The Wrong Move) (عام 1975)
- الزواج من ماريا براون (The Marriage of Maria Braun) (عام 1979)
- برلين ألكسندر (Berlin Alexanderplatz) (عام 1980)
- ليلي مارلين (Lili Marleen) (عام 1981)
- تلك الليلة في فارين (That Night in Varennes) (عام 1982)
- آلام المسيح (Passion) (عام 1982)
- مجرد جنون (Sheer Madnes) (عام 1983)
- قصة بييرا (The Story of Piera) (عام 1983)
- قصة حب في ألمانيا (A Love in Germany) (عام 1983)
- المستقبل امرأة (The Future is Woman) (عام 1984)
- قوة دلتا (The Delta Force) (عام 1986)
- ملكة جمال أريزونا (Miss Arizona) (عام 1987)
- إلى الأبد، لولو (Forever, Lulu) - (إلين هاينز Elaine Hines / عام 1987 / الذي عرض في/ المهرجان السينمائي الدولي في كوريا)
- ذهب إبراهيم (Abraham's Gold) (عام 1990)
- الموت مرة أخرى (Dead Again) (عام 1991)
- مدينة وارسو عام 5073 (Warsaw Year 5073) (عام 1992)
- مائة ليلة وليلة (A Hundred and One Nights) (عام 1995)
- التحول الموسيقي (Metamorphosis of a Melody) (عام 1996)
- ويرك ميستر هارمونيز (Werckmeister Harmonies) (عام 2000)
- وينترايز (Winterreise) (عام 2006)
- حافة السماء (عام 2007)
- فاوست (Faust) (عام 2011)
- يونان (2025)

## وصلات خارجية
- هانا شيجولا على موقع IMDb (الإنجليزية)
- هانا شيجولا على موقع روتن توميتوز (الإنجليزية)
- هانا شيجولا على موقع مونزينجر (الألمانية)
- هانا شيجولا على موقع قاعدة بيانات الأفلام العربية
- هانا شيجولا على موقع ألو سيني (الفرنسية)
- هانا شيجولا على موقع ميوزك برينز (الإنجليزية)
- هانا شيجولا على موقع أول موفي (الإنجليزية)
- هانا شيجولا على موقع قاعدة بيانات الأفلام السويدية (السويدية)
- هانا شيجولا على موقع إن إن دي بي (الإنجليزية)
- هانا شيجولا على موقع ديسكوغز (الإنجليزية)